# Garri Kasparov
Garri Kimovitj Kasparov (russisk: Га́рри Ки́мович Каспа́ров, tr. Gárri Kímovitj Kaspárov; født 13. april 1963 i Baku, Aserbajdsjanske SSR) er stormester i skak og af mange anset for at være den stærkeste skakspiller i historien.[kilde mangler] I april 2005 var hans rating på 2812 den højeste på FIDEs liste – en top-position, han havde haft næsten uafbrudt i de 20 år fra 1985 til 2005. I 1999 opnåede han den indtil da højest registrerede FIDE-rating (2852), som først blev overgået af Magnus Carlsen i januar 2013.
Han var internationalt anerkendt verdensmester i skak fra 1985 til 1993 og var derefter "klassisk" skakverdensmester (i PCA og WCA), til han blev besejret af Vladimir Kramnik i år 2000.
I marts 2005 erklærede Kasparov, at han trak sig tilbage fra professionel skak. Han sagde, at han ikke længere var motiveret til at spille seriøse turneringer, men måske vil deltage sporadisk i mindre turneringer.
Efter skakkarrieren har han i stigende grad engageret sig politisk. Han er en skarp kritiker af Ruslands premierminister, Vladimir Putin, som han beskylder for at tiltage sig mere og mere diktatorisk magt. Kasparov er blandt grundlæggerne af den russiske bevægelse Det Andet Rusland. Den 14. april 2007 blev Kasparov arresteret under forberedelserne til en demonstration i Moskva, og igen den 24. november 2007, en uge før præsidentvalget i Rusland, blev han anholdt og idømt 5 dages fængsel.

## Bedste partier
Partiet Kasparov-Topalov fra Corus turneringen i Wijk aan Zee i 1999 viser en af hans bedste kombinationer. Partiet træk gengives her meget kort i algebraisk notation). En nærmere gennemgang af spillet findes i Kasparovs kombinationsparti:
1.e4 d6 2.d4 Sf6 3.Sc3 g6 4.Le3 Lg7 5.Dd2 c6 6.f3 b5 7.Sge2 Sbd7 8.Lh6 Lxh6 9.Dxh6 Lb7 10.a3 e5 11.0-0-0 De7 12.Kb1 a6 13.Sc1 0-0-0 14.Sb3 exd4 15.Txd4 c5 16.Td1 Sb6 17.g3 Kb8 18.Sa5 La8 19.Lh3 d5 20.Df4+ Ka7 21.The1 d4 22.Sd5 Sbxd5 23.exd5 Dd6
(se denne stilling i diagrammet til højre)
24.Txd4!! cxd4 25.Te7+! Kb6 [25...Dxe7 26.Dxd4+ Kb8 27.Db6+ Lb7 28.Sc6+ Ka8 29.Da7#] 26.Dxd4+ Kxa5 27.b4+ Ka4 28.Dc3 Dxd5 29.Ta7 Lb7 30.Txb7 Dc4 31.Dxf6 Kxa3? [31...Td1+ 32.Kb2 Ta8±] 32.Dxa6+ Kxb4 33.c3+! Kxc3 34.Da1+ Kd2 35.Db2+ Kd1 36.Lf1! Td2 37.Td7! Txd7 38.Lxc4 bxc4 39.Dxh8 Td3 40.Da8 c3 41.Da4+ Ke1 42.f4 f5 43.Kc1 Td2 44.Da7 1-0
Da han annoncerede sin tilbagetrækning, udpegede Kasparov dette parti som muligvis værende det bedste af alle hans partier. Det kan være af nogen interesse, at hans allersidste professionelle spil var et nederlag til netop Topalov, som han slog i dette spil.
Før Kasparov spillede det ovenfor viste parti, anså han følgende parti for sin "mest fremragende kreative præstation". En afstemning blandt læserne af skaktidsskriftet Chess Informant udnævnte det til det bedste parti i de første 64 numre af tidsskriftet:
Karpov-Kasparov, 16. matchparti, verdensmesterskabsmatch 1985. 1.e4 c5 2.Sf3 e6 3.d4 cxd4 4.Sxd4 Sc6 5.Sb5 d6 6.c4 Sf6 7.S1c3 a6 8.Sa3 d5 9.cxd5 exd5 10.exd5 Sb4 11.Le2 Lc5 12.O-O O-O 13.Lf3 Lf5 14.Lg5 Te8 15.Dd2 b5 16.Tad1 Sd3 17.Sab1 h6 18.Lh4 b4 19.Sa4 Ld6 20.Lg3 Tc8 21.b3 g5 22.Lxd6 Dxd6 23.g3 Sd7 24.Lg2 Df6 25.a3 a5 26.axb4 axb4 27.Da2 Lg6 28.d6 g4 29.Dd2 Kg7 30.f3 Dxd6 31.fxg4 Dd4+ 32.Kh1 Sf6 33.Tf4 Se4 34.Dxd3 Sf2+ 35.Txf2 Lxd3 36.Tfd2 De3 37.Txd3 Tc1 38.Sb2 Df2 39.Sd2 Txd1+ 40.Sxd1 Te1+ 0-1
Se også de historiske partier Deep Blue-Kasparov 1996, hvor han blev den første verdensmester, der tabte et parti til en skakcomputer, og Deep Blue-Kasparov 1997, hvor han som første verdensmester tabte en skakmatch mod en skakcomputer.